# Joia

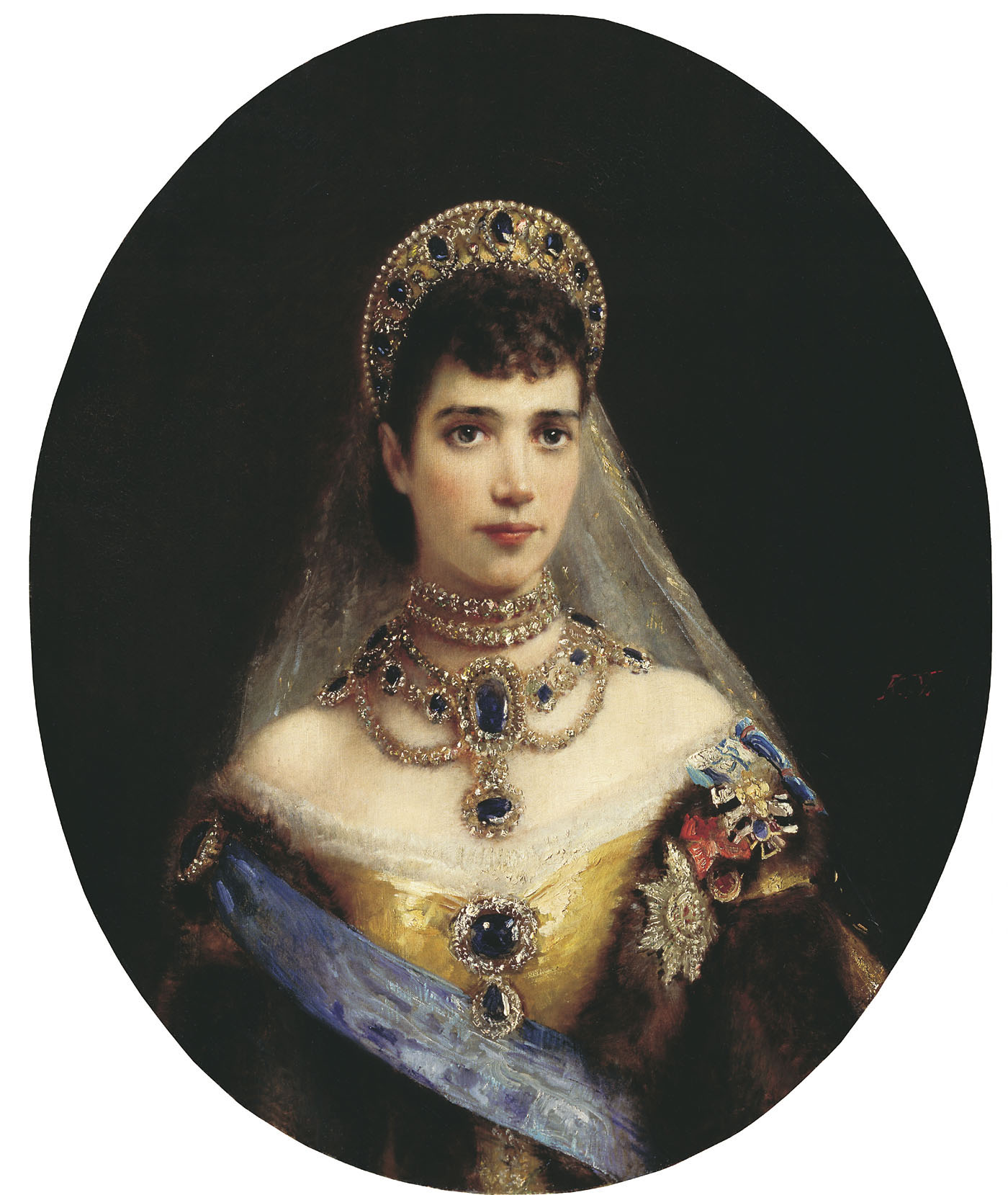
Maria Fiódorovna, Emperadriu Consort de Rússia amb les seves joies pintada per Konstantin Makovsky (1839-1915).

Una joia o joiell és un ornament artístic fet habitualment amb metalls o pedres precioses però també pot incloure qualsevol altre element, i que normalment és portada com a element decoratiu de les persones, sigui directament sobre la pell o sobre la roba. En el cas de l'or, la plata i el platí s'empren els materials amb una determinada puresa que s'anomena llei i que s'expressa en la untat anomenada quirat, anterior al sistema mètric decimal. Les tècniques per a fer joies formen part de l'art i l'ofici de la joieria i/o de l'orfebreria i l'argenteria, i comprenen l'ús d'unes eines específiques com el burí, cisell, encuny i d'unes operacions concretes com esmaltar, filigranar, incrustar, etc. Argenters i orfebres es dediquen de fet a les mateixes coses i en temps antics es trobaven dins del mateix gremi. Les joies poden tenir un ús litúrgic, del qual són exemple els pectorals. Els calzes i les custòdies de la litúrgia cristiana formen part del grup de peces de l'orfebreria i l'argenteria,del qual també en formen part les joies, essent molt famosa la custòdia de Xàtiva donada pel papa valencià Alexandre VI i feta amb la primera plata arribat d'Amèrica. Com a objectes d'ús personal, serveixen per ornamentar qualsevol part del cos. Sovint prenen la forma de braçalets o polseres, anells, arracades, collars, penjolls, fermalls, agulles de pit, agulles de barret, diademes, corones, etc.

## Evolució
- Les primeres joies es van fer de coure i no va ser fins a l'any 3000 aC que els egipcis introduïren l'or amb aquesta finalitat.
- A Pèrsia hi va haver la tendència a fer de les vaixelles veritables joies
- Creta i Micenes excel·liren en la fabricació de vasos gravats i cisellats (vasos de Vafiò).
- Els grecs imposaren el seu gust en l'imperi Romà que en principi estaven influïts per l'art etrusc.
- L'Art primitiu cristià tendia a formes senzilles i planes, el dels pobles germànics a temes geomètrics i estilitzats com el cas del tresor de Guarrazar a Toledo.
- Els romans d'Orient introduïren les filigranes i els esmalts.
- El romànic va fer joies d'ús litúrgic:arques de relíquies, frontals d'altars,bàculs, etc.
- El gòtic va estar impulsat pel gust francès i occità on l'argenteria estava supeditada a l'arquitectura i els artesans feien les seves pròpies marques en els seus treballs igual que els picapedrers. El gòtic va ser el gran moment de l'argenteria en els Països Catalans amb grans obres d'art sacre que es conserven a les catedrals de València, Barcelona, Girona, etc.
- El pas al Renaixement va comportar deixar d'utilitzar els esmalts però continuaren lligades l'argenteria i l'arquitectura amb noms que dominaven les dues arts com Benvenuto Cellini.
- Els països germànics com Alemanya, Anglaterra i Dinamarca, produïren les millors peces de l'argenteria europea.
- El barroc introduí nous temes ornamentals i peces noves i també la industrialització de l'argenteria.
- En el Romanticisme i el Modernisme es desenvolupà una generació d'artesans molt capacitats que donaren una edat d'or a l'elaboració de joies i que recuperaren la prevalença de l'ús personal de la joia.
- Els nous corrents artístic també valoraren l'art de la joieria i per exemple el surrealista Salvador Dalí va dissenyar nombroses joies en un estil molt personal i valorat.
- Les joies per cendres crematòries s'han posat de moda des que, al segle xvii, la Reina Victòria d'Anglaterra va començar a portar-la en honor de la mort del seu espòs el Príncep Albert[3]